# Ne partez pas sans moi
Ne partez pas sans moi (прев. Не одлазите без мене) песма је коју изводи канадска певачица Селин Дион. Ова песма је представљала Швајцарску на Песми Евровизије 1988. године у Даблину и заузела је прво место на такмичењу са освојених 137 поена у финалу.
Аутори Ne partez pas sans moi су турски текстописац Атила Шерефту и швајцарска певачица Нела Мартинети. Занимљиво је да је до данас, чак и након 35 година, то последња првопласирана песма на француском језику на Песми Евровизије.
Селин Дион је ову песму извела пред 600 милиона гледалаца широм света на Песми Евровизије. Након објављивања као сингл у појединим европским земљама, у мају 1988. године, Ne partez pas sans moi је била  три узастопне недеље на врху топ листе у Белгији.
На Песми Евровизије, сматра се једном од најпопуларнијих и најуспешнијих песама за извођача, пре свега зато што је Дион непосредно након победе постала међународно призната звезда.

## Позадина и композиција
Ne partez pas sans moi се налази на Дионином албуму из 1988. године, под називом  The Best of Celine Dion који је објављен у одабраним европским земљама у мају 1988. године. Песма се појавила у Канади на Б-страни плоче D'abord, c'est quoi l'amour. Такође се нашла и у француској верзији Диониног албума Incognito. Године 2005. је додатно укључена на њеном француском компилацијском албуму On ne change pas.
Аутори песме Ne partez pas sans moi су турски текстописац Атила Шерефту (Atilla Şereftuğ) и швајцарска певачица Нела Мартинети (Nella Martinetti), позната и као Бела Нела.
Спот за песму је објављен 1988. године. Селин Дион је такође снимила и немачку верзију песме под називом Hand in Hand.